# La bambola
"La bambola" is een nummer van de Italiaanse zangeres Patty Pravo. Het verscheen op haar debuutalbum Patty Pravo uit 1968. Dat jaar werd het uitgebracht als de vierde en laatste single van het album.

## Achtergrond
"La bambola", te vertalen naar het Nederlands als "De pop", is geschreven door Franco Migliacci, Bruno Zambrini en Ruggero Cini. In het nummer vertelt een vrouw hoe zij respect wil van haar man, die haar als een "pop" behandelt en haar "weggooit" als zij hem niet langer interesseert.
"La bambola" werd eerder al aangeboden aan Gianni Morandi, Little Tony, Gigliola Cinquetti, Caterina Caselli en The Rokes, die het allemaal afwezen. Pravo was er ook niet zeker van of zij het op moest nemen, aangezien zij tot op dat moment voornamelijk Italiaanse covers van Engelstalige nummers uitbracht. Onder druk van haar platenmaatschappij RCA Italiana nam zij toch twee versies van het nummer op. In een van deze opnamen werd zij begeleid door het orkest van Cini en het koor van Nora Orlandi.
"La bambola" werd een grote hit in Italië, waar het negen weken op de eerste plaats stond. Ook werd het een hit in Nederland, waar het tot de tiende plaats in de Top 40 en de elfde plaats in de Parool Top 20 kwam. Tegen het eind van 1968 was de single een miljoen keer verkocht. In 1987, 1990 en 2008 bracht Pravo verschillende nieuwe versies van het nummer uit.

## Hitnoteringen

### Nederlandse Top 40
| Hitnotering: 12-10-1968 t/m 21-12-1968 | Hitnotering: 12-10-1968 t/m 21-12-1968 | Hitnotering: 12-10-1968 t/m 21-12-1968 | Hitnotering: 12-10-1968 t/m 21-12-1968 | Hitnotering: 12-10-1968 t/m 21-12-1968 | Hitnotering: 12-10-1968 t/m 21-12-1968 | Hitnotering: 12-10-1968 t/m 21-12-1968 | Hitnotering: 12-10-1968 t/m 21-12-1968 | Hitnotering: 12-10-1968 t/m 21-12-1968 | Hitnotering: 12-10-1968 t/m 21-12-1968 | Hitnotering: 12-10-1968 t/m 21-12-1968 | Hitnotering: 12-10-1968 t/m 21-12-1968 | Hitnotering: 12-10-1968 t/m 21-12-1968 |
| Week                                   | 1                                      | 2                                      | 3                                      | 4                                      | 5                                      | 6                                      | 7                                      | 8                                      | 9                                      | 10                                     | 11                                     |                                        |
| -------------------------------------- | -------------------------------------- | -------------------------------------- | -------------------------------------- | -------------------------------------- | -------------------------------------- | -------------------------------------- | -------------------------------------- | -------------------------------------- | -------------------------------------- | -------------------------------------- | -------------------------------------- | -------------------------------------- |
| Nummer                                 | 40                                     | 31                                     | 17                                     | 10                                     | 11                                     | 13                                     | 15                                     | 22                                     | 24                                     | 30                                     | 34                                     | uit                                    |

### Parool Top 20
| Hitnotering: 02-11-1968 t/m 30-11-1968 | Hitnotering: 02-11-1968 t/m 30-11-1968 | Hitnotering: 02-11-1968 t/m 30-11-1968 | Hitnotering: 02-11-1968 t/m 30-11-1968 | Hitnotering: 02-11-1968 t/m 30-11-1968 | Hitnotering: 02-11-1968 t/m 30-11-1968 | Hitnotering: 02-11-1968 t/m 30-11-1968 |
| Week                                   | 1                                      | 2                                      | 3                                      | 4                                      | 5                                      |                                        |
| -------------------------------------- | -------------------------------------- | -------------------------------------- | -------------------------------------- | -------------------------------------- | -------------------------------------- | -------------------------------------- |
| Nummer                                 | 12                                     | 11                                     | 14                                     | 18                                     | 20                                     | uit                                    |

### NPO Radio 2 Top 2000
| Nummer met noteringen in de NPO Radio 2 Top 2000 | '99  | '00-'04 | '05 |
| ------------------------------------------------ | ---- | ------- | --- |
| La bambola                                       | 1868 | -       | 717 |

1. ↑  Een '-' betekent dat het nummer niet was genoteerd en een vetgedrukt getal geeft de hoogste notering aan.
2. ↑  Deze tabel is bijgewerkt tot en met de laatste editie (2024).